# Michail Ogon'kov
Michail Pavlovič Ogon'kov (in russo Михаил Павлович Огоньков?; Mosca, 24 giugno 1932 – 14 agosto 1979) è stato un calciatore sovietico, di ruolo difensore.